# Tunel Rosi Mittermaier

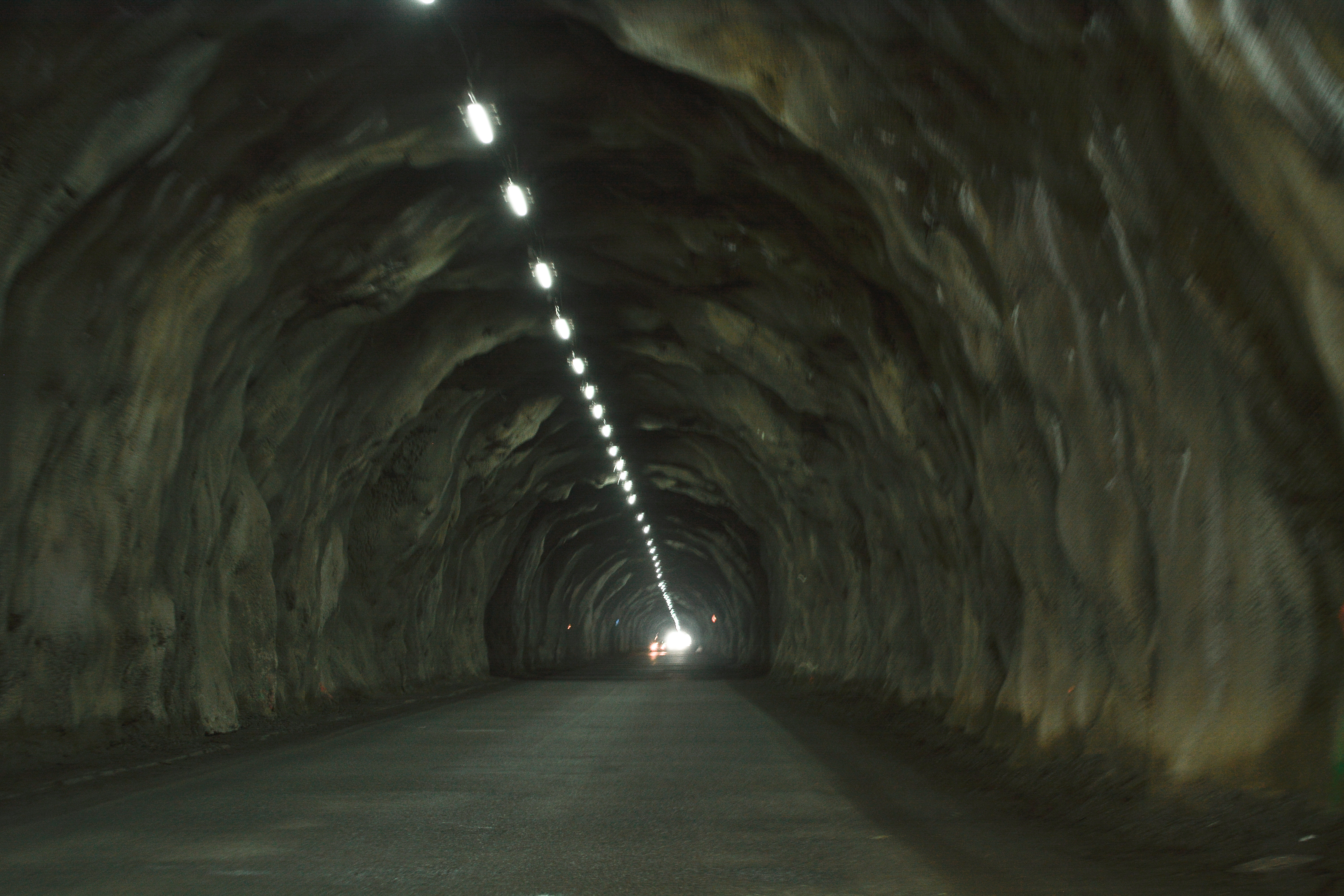
V tunelu Rosi Mittermaier

Tunel Rosi Mittermaier (německy Rosi-Mittermaier-Tunnel) je silniční jednotubusový tunel dlouhý 1729 m v Ötztalských Alpách ve spolkové republice Tyrolsko v Rakousku.
Název je na počest německé lyžařské závodnice Rosi Mittermaierové.

## Historie
Tunel byl postaven v roce 1982 jako tunel Tiefenbach (Tiefenbachtunnel) na silnici Ötztaler Gletscherstraße, která spojuje obec Sölden s lyžařskými středisky na ledovcích Tiefenbach a Rettenbach. Jižní portál tunelu je ve výšce 2829 m n. m. a je nejvýše položeným silničním tunelem v Evropě. Tunelem mohou projíždět všechny typy vozidel (návěsy do 38 t) a jezdí zde i pravidelná autobusová doprava. Tunelem lze projít i pěšky.